# Скопело
Скопело (итал. Scopello) је насеље у Италији у округу Верчели, региону Пијемонт.
Према процени из 2011. у насељу је живело 309 становника. Насеље се налази на надморској висини од 668 м.

## Становништво
Према резултатима пописа становништва 2011. у општини је живело 402 становника.
| 1931. | 1936. | 1951. | 1961. | 1971. | 1981. | 1991. | 2001. | 2011. |
| ----- | ----- | ----- | ----- | ----- | ----- | ----- | ----- | ----- |
| 502   | 492   | 490   | 432   | 434   | 418   | 454   | 442   | 402   |